# Christian Spatzek

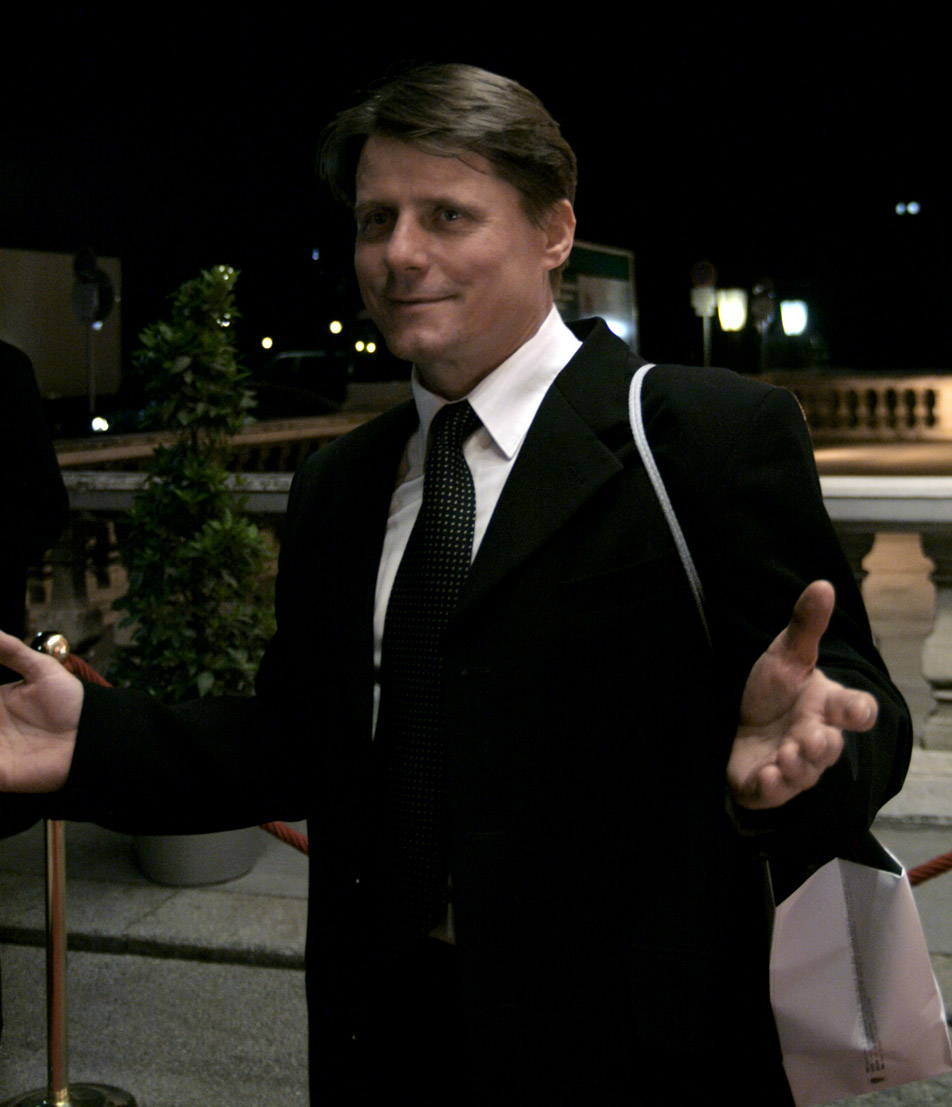
Christian Spatzek (2009)

Christian Spatzek (* 9. Juli 1956 in Wien) ist ein österreichischer Schauspieler, Regisseur und Künstler.

## Leben
Nach seinen Studien an der Universität für Musik und darstellende Kunst in Wien und am Mozarteum in Salzburg führten ihn Theaterengagements an zahlreiche deutschsprachige Bühnen.
Er war Ensemblemitglied am Schauspielhaus Zürich und spielte zum Beispiel auch am Wiener Volkstheater, Theater in der Josefstadt, Landestheater Salzburg, Stadttheater Klagenfurt, Stadttheater Bozen sowie bei den Salzburger Festspielen.
Als Filmschauspieler war Christian Spatzek erstmals 1979 im Fernsehfilm Lemminge (Regie: Michael Haneke) zu sehen; seitdem folgten zahlreiche weitere Rollen. Seine bekannteste Rolle war die des August „Gustl“ Schimek in der Fernsehserie Kaisermühlen-Blues. Er spielte einen Wiener Kriminalbeamten, der sich zielstrebig immer weiter hinauf arbeiten wollte, um seiner Frau und seinen beiden Kindern alles bieten zu können, am Ende jedoch vor einem Schuldenberg und einem abgebrannten Haus stand. Im Jahr 2012 hat Spatzek die Intendanz des Theater Sommers Parndorf übernommen. Er eröffnete mit „Der Talisman“ von Johann Nestroy. Im Oktober 2018 wurde er als Nachfolger von Zeno Stanek  zum Intendanten der Festspiele Stockerau bestellt.
Spatzek ist mit einer Koreanerin verheiratet und hat zwei Kinder.
Er lebt mit seiner Familie in Mauer. Seine Schwester Andrea Spatzek ist ebenfalls in der Schauspielbranche tätig und durch ihre Rolle in der Lindenstraße bekannt.

## Filmografie (Auswahl)
- 1978: Der Alte – Ein unkomplizierter Fall (Fernsehreihe)
- 1978: Auf freiem Fuss (Fernsehfilm)
- 1979: Lemminge (Fernsehfilm)
- 1982: Wohin und zurück
- 1982: Kalkstein (Fernsehfilm)
- 1983: Tiger, Frühling in Wien
- 1984: Die Försterbuben
- 1984: Heiße Tage im Juli (Fernsehfilm)
- 1986: Erdsegen (Fernsehfilm)
- 1987: Ein Mann nach meinem Herzen (Fernsehfilm)
- 1987: Ochsenkrieg, Fernsehmehrteiler
- 1988: Camillo Castiglioni (Fernsehfilm)
- 1989: Melzer oder die Tiefe der Jahre (Strudlhofstiege) (Fernsehmehrteiler)
- 1990: Roda Roda (Fernsehserie)
- 1991: Tatort – Telefongeld (Fernsehreihe)
- 1992: Operation Radetzky (Fernsehfilm)
- 1992: Das Ende eines langen Winters (Fernsehfilm)
- 1992: Das aktuelle Fernsehspiel (Fernsehfilm)
- 1992–1999: Kaisermühlen-Blues (Fernsehserie)
- 1992: Die Rebellion (Fernsehfilm)
- 1994: Der Gletscherclan (Fernsehmehrteiler)
- 1995: Der König – Schnappschuss (Fernsehserie)
- 1996: Der Mädchen Olivia (Fernsehfilm)
- 1996: Wildbach (Fernsehserie)
- 1997: Clarissa (Fernsehfilm)
- 1999: Medicopter 117 (Fernsehserie)
- 2000: Tatort – Böses Blut (Fernsehreihe)
- 2002: Professor Capellari (Fernsehserie)
- 2002: Der Bulle von Tölz: Salzburger Nockerl
- 2002: Julia – Eine ungewöhnliche Frau (Fernsehserie)
- 2003: SOKO Kitzbühel (Fernsehserie)
- 2003: Der Bockerer IV – Prager Frühling
- 2005: Agathe kann’s nicht lassen (Fernsehserie, eine Folge)
- 2005: Schön, dass es dich gibt (Fernsehfilm)
- 2005: Country Kids (Fernsehserie, 13 Folgen)
- 2005–2008: Die Rosenheim-Cops (Fernsehreihe, sechs Folgen)
- 2005: Liebe auf 4 Pfoten (Fernsehfilm)
- 2006: SOKO Donau/Wien (Fernsehserie)
- 2006: Die Rosenheim-Cops – In der Höhle des Mörders
- 2006: Die Rosenheim-Cops – Schöner Hannes, toter Hannes
- 2006: SOKO Kitzbühel (Fernsehserie)
- 2007: Mitten im Achten, Gastrolle (Fernsehserie)
- 2007: Die Rosenheim-Cops – Zu viel Geld – zu wenig Leben
- 2007: Die Rosenheim-Cops – Mord(s)phantasien
- 2008: Der Nikolaus im Haus (Fernsehfilm)
- 2008: Da wo die Berge sind (Fernsehfilm)
- 2008: Die Rosenheim-Cops – Eine Leiche, keine Leiche
- 2008: Annas zweite Chance (Fernsehfilm)
- 2009: Furcht und Zittern
- 2009: Meine Tochter nicht (Fernsehfilm)
- 2010: Weißblaue Geschichten – Bei Anruf Eifersucht (Fernsehserie)
- 2012: Die Rosenheim-Cops – Ein Tod nach Wahl
- 2012: Die Rosenheim-Cops – Echo des Todes
- 2012–2014: Die Garmisch-Cops (Fernsehserie, 17 Folgen)

## Auszeichnungen
- 2025: Großes Ehrenzeichen für Verdienste um das Bundesland Niederösterreich[5]